# خوزه ماریا باسانتا
خوزه ماریا باسانتا (انگلیسی: José María Basanta؛ زاده ۳ آوریل ۱۹۸۴) یک بازیکن فوتبال اهل آرژانتین است.